# Kembalalu, Tumkur
Kembalalu là một làng thuộc tehsil Tumkur, huyện Tumkur, bang Karnataka, Ấn Độ.